# Mock Orange
Mock Orange es una banda de indie rock de Evansville, Indiana, Estados Unidos. Debutaron en 1998 en un entorno en el que estaban creciendo los géneros musicales emo y punk rock. Aunque no alcanzaron el éxito comercial de sus contemporáneos, son reconocidos como un grupo prolífico con un sonido único.

## Miembros
- Ryan Grisham (guitarra, voz principal)
- Joe Asher (guitarra, voz secundaria)
- Heath Metzger (batería)
- Brandon Chappell (bajo 1993-2002)
- Zach Grace (Bajo, Voz secundaria 2002–present)

## Discografía
- Mock Orange, 1997
- Nines & Sixes, 1998
- The Record Play, 2000
- First EP, 2002
- Mind is Not Brain, 2004
- Daniels EP, 2006
- Captain Love, 2008
- Live in Brooklyn, 2011
- Put the Kid on the Sleepy Horse, 2016